# Ісрафіл
Ісрафі́л (англ. Israfil) — в мусульманській міфології янгол — вісник Судного дня, один з чотирьох головних янголів. На сьогоднішній момент часу, етимологія імені «Ісрафіл», залишається невідомою.
Стоячи на єрусалимській горі, Ісрафіл звуками труби оголосить воскресіння мертвих для Страшного суду. Ісрафіл передає рішення Аллаха іншим янголам.